# Maria Gunning
Maria Coventry, condesa de Coventry (de soltera, Gunning; 1733-30 de septiembre de 1760) fue una famosa belleza anglo-irlandesa y anfitriona londinense durante el reinado del rey Jorge II. Murió prematuramente debido a una sepsis causada por un envenenamiento por plomo y mercurio; las toxinas se usaban en su régimen de belleza.

## Biografía

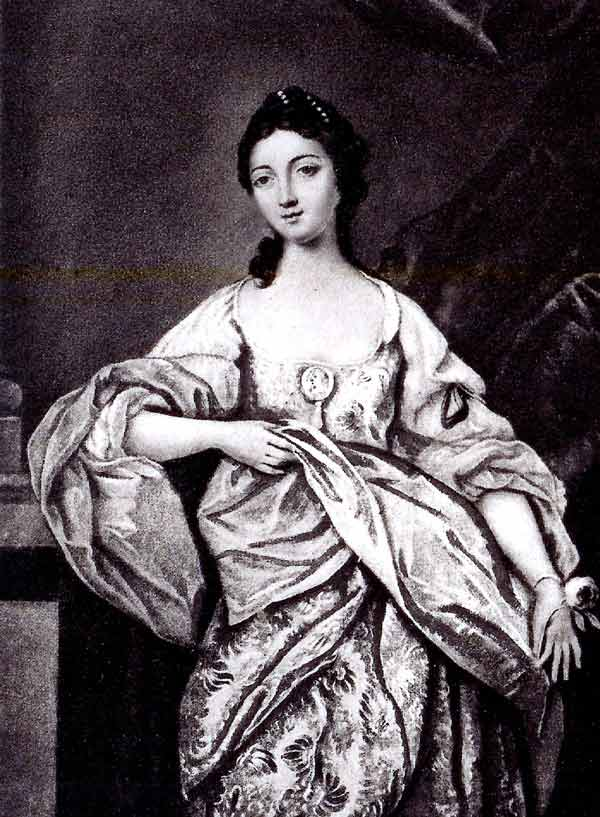
La condesa de Coventry, grabado.

María nació en Hemingford Grey, Huntingdonshire y era la hija mayor de John Gunning de Castle Coote, condado de Roscommon y su esposa Hon. Bridget Bourke, hija de Theobald Bourke, sexto vizconde de Mayo (1681-1741). Los hermanos menores de María eran Elizabeth, Catherine (casada con Robert Travis, murió en 1773), Sophia, Lizzie y John (un general del ejército).
A fines de 1740 o principios de 1741, la familia Gunning regresó al hogar ancestral de John Gunning en Irlanda, donde dividieron su tiempo entre su hogar en Roscommon y una casa alquilada en Dublín. Según algunas fuentes, cuando María y su hermana Isabel alcanzaron la mayoría de edad, su madre las instó a dedicarse a la actuación para ganarse la vida, debido a la relativa pobreza de la familia. Las fuentes afirman además que las hermanas Gunning trabajaron durante algún tiempo en los teatros de Dublín y se hicieron amigas de actores como Peg Woffington, aunque la actuación no se consideraba una profesión respetable, ya que muchas actrices se desempeñaban al mismo tiempo como cortesanas de benefactores adinerados. Sin embargo, otras fuentes lo niegan y señalan que Margaret Woffington no llegó a Dublín hasta mayo de 1751, momento en el que María y su hermana Isabel estaban en Inglaterra.

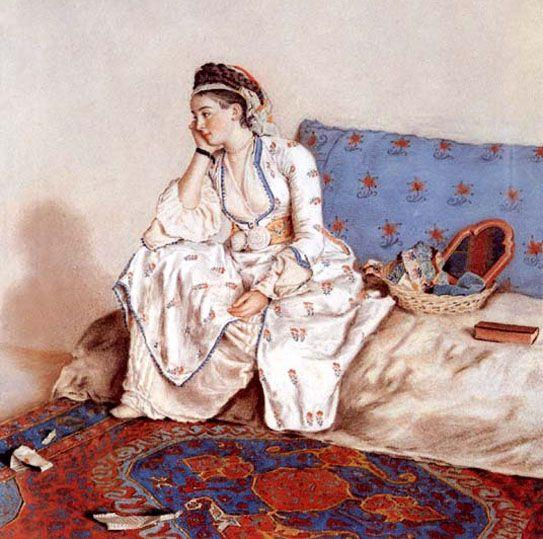
Retrato de una mujer pensativa en un sofá, una pintura de 1749 de Mary Gunning con traje turco de Jean-Étienne Liotard.

En octubre de 1748, la vizcondesa Petersham celebró un baile en el castillo de Dublín. Las dos hermanas no tenían ningún vestido para el evento hasta que Thomas Sheridan, el gerente de uno de los teatros locales, les proporcionó dos trajes de escenario, los de Lady Macbeth y Julieta. Vistiendo los trajes, fueron presentadas al conde de Harrington, el entonces Lord teniente de Irlanda. Harrington debe haber estado complacido con la reunión ya que, en 1750, Bridget Gunning lo convenció de que le otorgara una pensión, que luego usó para transportarse a sí misma, a María y a Elizabeth de regreso a su hogar original en Huntingdon, Inglaterra. Con su asistencia a bailes y fiestas locales, la belleza de las dos jóvenes fue muy comentada. Se convirtieron en celebridades muy conocidas, y su fama llegó hasta Londres. El 2 de diciembre de 1750, fueron presentadas en la corte de St. James, momento en el que eran lo suficientemente famosas como para que la presentación fuera notada en los periódicos londinenses. Se informó que María, que era notoriamente falta de tacto, cometió un error notable al decirle al anciano Jorge II que el espectáculo que más le gustaría ver era un funeral real. Afortunadamente, el rey estaba muy divertido.
Al cabo de un año, Isabel se había casado con el duque de Hamilton. En marzo de 1752, María se casó con el sexto conde de Coventry y se convirtió en condesa de Coventry. Tuvieron tres hijos y su esposo se involucró luego con la entonces famosa cortesana Kitty Fisher, lo que causó mucha angustia a María.
Se rumoreaba que había tenido una relación sentimental con el tercer duque de Grafton, pero esto nunca se confirmó más allá de toda duda.

## Muerte
La prematura muerte de María a la edad de 27 años el 30 de septiembre de 1760, fue causada por el envenenamiento por plomo del maquillaje del cual era fiel usuaria, que era visto como muy elegante en ese momento. A lo largo de los siglos XVII y XVIII, estaba de moda que las damas se blanquearan la piel y se pintaran las mejillas con colorete rojo; para lograr este aspecto, a menudo se usaba cerusa veneciana a base de plomo. Denominada albayalde o cerusa, era empleada desde la época griega y romana, al igual que el todavía más peligroso minio o cinabrio para pintar los labios. Los efectos nocivos del plomo de tales elementos causaban erupciones en la piel, lo que animaba a las mujeres a aplicar más para cubrir las imperfecciones, lo que eventualmente provocaba envenenamientos.
Originalmente conocida simplemente como una mujer hermosa pero vanidosa, María finalmente se hizo conocida en los círculos sociales como una "víctima de los cosméticos". Para tales menesteres, cerusa y minio fueron entonces sustituidos respectivamente por los inocuos polvos de arroz y carmín.